# Matteo Pérez Vinlöf
Olof Matteo Pérez Vinlöf (Stockholm, 18. prosinca 2005.) švedski je nogometaš koji igra na poziciji lijevog beka. Trenutačno igra za Dinamo Zagreb.

## Klupska karijera

### Bayern München
Za drugu momčad minhenskog Bayerna debitirao je 28. srpnja 2023. u utakmici Regionallige Bayern protiv minhenskog Türkgücüa. Tada je Bayern München II izgubio 1:4. Klupski prvijenac postigao je 20. travnja 2024. u ligaškom susretu protiv kluba SpVgg Ansbach koji je poražen 0:2.
Za prvu momčad Bayerna debitirao je 12. svibnja 2024. u utakmici Bundeslige u kojoj je Bayern pobijedio VfL Wolfsburg 2:0.

### Austria Beč (posudba)
Pérez Vinlöf je 12. srpnja 2024. posuđen bečkoj Austriji do kraja sezone nakon što je produžio ugovor s Bayernom do ljeta 2027. Za novi klub debitirao je 25. srpnja u kvalifikacijskoj utakmici UEFA Konferencijske lige protiv finskog Ilvesa od kojeg je Austria Beč izgubila 2:1. Svoj prvi klupski pogodak postigao je 25. rujna u utakmici Bundeslige u kojoj su Austria Beč i Sturm Graz igrali 2:2.

### Dinamo Zagreb
Prešao je u Dinamo Zagreb 23. lipnja 2025. Za Dinamo Zagreb debitirao je  2. kolovoza u utakmici prvog kola HNL 2025./26. u kojoj je Osijek poražen 0:2.

## Reprezentativna karijera
Nastupao je za selekcije Švedske do 17, 19 i 21 godine.

## Vanjske poveznice
- Profil, Švedski nogometni savez
- Profil, Transfermarkt